# Csillagkapu: Atlantisz
A Csillagkapu: Atlantisz (eredeti cím: Stargate Atlantis) amerikai–kanadai sci-fi televíziós sorozat, a Csillagkapu testvérsorozata (spin-off). A premier az amerikai Sci-Fi channel-en volt 2004. július 16-án, a „Felemelkedés” című dupla résszel, amiben Richard Dean Anderson, Michael Shanks és Robert Patrick vendégszereplő volt.
A sorozatot a Csillagkapu készítői, Brad Wright és Robert C. Cooper alkotta meg. Az eredeti szereplők Joe Flanigan, Torri Higginson, David Hewlett, Rachel Luttrell és Rainbow Sun Francks. Francks visszatérő vendég lesz a második évadban, helyét Jason Momoa veszi át. Paul McGillion az első évadban még visszatérő karakter, a második évadban már állandó. A 3. évad után Torri Higginson és Paul McGillion kiszáll a sorozatból, ezért Amanda Tapping a 4. évadban állandó szereplő lesz. Az 5. évadtól Jewel Staite és Robert Picardo csatlakozik az állandó szereplőkhöz. További vendégszereplők: David Nykl, Mitch Pileggi, Kavan Smith és Robert Davi.
Számos országban vetítik szerte a világon. Magyarországon 2006. augusztus 19-től volt látható az első évad a TV2-n. 2009. április 20-tól az AXN Sci-fi csatorna is elkezdte játszani, jelenleg a 3. évadtól. A 4. évad vetítése 2009. június 29-én kezdődött el, szintén szinkronosan. Az 5. évad 2009. október 6-tól látható az AXN Sci-fi csatornán.
A sorozat a 100 rész után az ötödik évaddal véget ért. Az utolsó epizódot 2009. január 9-én mutatták be eredeti nyelven. Legalább egy tévéfilmet készítenek majd belőle. A Csillagkapu egy új spin-off sorozattal folytatódik, melynek címe Stargate Universe.

## Történet
A Csillagkapu: Atlantisz története a Csillagkapu hetedik évad zárórészének, „Az elveszett város”-nak a folytatása, amiben a CSK-1 talál az Antarktiszon egy előőrsöt, melyet egy, az Ősök néven ismert faj készített. A nyolcadik évad első részének történései után a Csillagkapu Parancsnokság egy nemzetközi csapatot küld az előőrs tanulmányozására. Dr. Jackson hamarosan felfedezi, hogy hol van az Ősök által készített legnagyobb város, Atlantisz.
A sorozat tudósok és katonák kalandjait követi, akik egy valószínűleg egyirányú utat tesznek Atlantisz elveszett városába, a Pegazus-galaxisba, egy Lantea nevű bolygóra. A CSK csapatokhoz hasonlóan az új csapat is a csillagkaput használja, hogy kapcsolatba lépjen más kultúrákkal, néhány emberivel, néhány idegennel, barátságossal és nagyon veszélyessel, köztük a legújabb és legerősebb ellenségükkel: a lidércekkel. Megérkezésük után, azonban bele kell törődniük abba a ténybe, hogy nincs elég energia Atlantiszon, hogy visszajussanak a Földre.

### Évad összefoglalók
|  | Alább a cselekmény részletei következnek! |

#### Első évad
A Dr. Weir által vezetett expedíció megérkezik az ősök elveszett városába. Hamar új barátokra tesznek szert: az athosiakra és egy új, erős ellenségre: a lidércekre. Az expedíciónak a Földtől elvágva kell túlélniük az új galaxisban, miközben az ősök technológiáját kell megfejteniük és utat kell találniuk a lidércek elpusztítására. Sheppard őrnagy összeállít egy csapatot, aminek tagjai ő maga, Dr. Rodney McKay, Aiden Ford hadnagy és az athosi vezető, Teyla Emmagan, aki Atlantisz első kapcsolatteremtő csapatát szolgálja. Első misszióik egyikében egy másik ellenséget is találnak, a Genii-t, egy emberi katonai civilizációt az 1950-60-as évek technológiai szintjével.
Az évad végén a lidércek megkezdik Atlantisz ostromát.

#### Második évad
A város megsegítésére megérkezik a Daedalus nevű csatahajó, melynek segítségével megelőző támadásra indulnak Atlantisz védői, és magával hoz a fedélzetén egy teljesen feltöltött ZPM-et, amely a város pajzsát látja el energiával. Megkezdődik az ostrom, ami közben Ford egy bizarr átalakuláson megy át: félig lidérc, félig ember lesz. [A lidércek táplálkozáskor egy enzimet bocsátanak az ember testebe, ami megerősíti a szívet, hogy az áldozat ne haljon meg idő előtt.] Ez alapvetően megváltoztatja az expedíció tagjaihoz fűződő kapcsolatát. A lidérc támadást sikerül visszaverni. Az évad fő történeti szála a Carson Beckett által felfedezett retrovírus, amely képes egy lidércet emberré változtatni. A retrovírust tesztelik egy lidércen, Michaelen is, de változó sikerekkel. Az évad végén az expedíciónak szövetséget ajánl Michael csoportja, ám a végén elárulják őket. Az évad azzal zárul, hogy megtudjuk: a lidércek a Föld felé tartanak.

#### Harmadik évad
A harmadik évad elején szerencsésen megállítják a lidérceket a Földre jutástól, ám az újabb a retrovírus újabb sikertelensége és a megmaradt lidérc fenyegetés közepette egy eddig ismeretlen, hatalmas ellenséggel kell szembenézniük: az asuraiakkal. (Pegazusi replikátorok.) A helyzet tovább romlik, mikor egy kísérlet balul sül el: Atlantis ZPM-je teljesen lemerül, nem működtetve tovább a pajzsot. Hamarosan találnak egy elveszett Ős hajót, és elvesztik a város feletti uralmat, amikor a hajó személyzete visszaveszi az irányítást. A CSKP Richard Woolseyt és O'Neill tábornokot küldi, hogy egyezséget kössenek az expedíció visszatérésével kapcsolatban. Woolsey és O'Neill a Földet tárcsázzák és közlik, hogy az asuraiak átvették az uralmat Atlantisz fölött és megölték az ősöket. Az expedíció főbb tagjai megtagadják feletteseik utasításait és visszafoglalják a várost, megölve a replikátorokat. Az évadzáróban megtudjuk: az asuraiak flottát építenek a Föld ellen. Az Apollo csatahajó megelőző csapást mér, ám az asuraiak ellentámadása katasztrofálisnak bizonyul: egy műholdban levő csillagkapun keresztül egy lézersugárral támadják Atlantiszt. Végső lépésként beindítják a város hiperhajtóműveit és elhagyják a bolygót. Azonban a hajtómű meghibásodása miatt a város ismeretlen területekre sodródik és a ZPM-ben mindössze egy napra elegendő energia marad, miközben Dr. Weir állapota kritikus.

#### Negyedik évad
A negyedik évad elején Atlantisz sikeresen megmenekül a replikátoroktól. A város egy hasonló, hatalmas óceánokkal borított bolygón talál menedéket, mint Lantea. A csapat egy rajtaütési akció keretében ZPM-eket szerez a replikátorok anyabolygójáról, ám fel kell áldozniuk a nanitok segítségével meggyógyított Dr. Weirt. A bolygón közben elkövetnek egy óriási hibát, feltörik, és átírják a replikátorok vezérlő kódját, és aktiválnak egy olyan utasítást, melynek eredményeképp harcba szállnak a lidércekkel. Ám a replikátorok eléggé sajátságos módon teszik ezt, az embereket kezdik el irtani, mivel nélkülük a lidércek éhen halnak. Az évadban sikerrel veszik fel a harcot a replikátorokkal. A lidércek, és az emberek összefognak, és egy mesterségesen kreált replikátor segítségével megsemmisítik a replikátorokat, és a bolygójukat is. A korábban a bolygón fogságba esett Dr. Weir azonban pár replikátorral az ősök felemelkedéséhez hasonló formában, energiává alakulva "túléli" a katasztrófát. Az évad második felében ismét különböző feladatokat teljesítenek, majd egy lidérc támadás elhárítása érdekében a Midway Stationt is felrobbantják. Az utolsó részekben egy betegség söpör végig a galaxisban, az emberek nagy részét megölve. A vírus mögött Michael áll, aki Teylát is elrabolja, születendő gyermekével pedig komoly, egyelőre ismeretlen tervei vannak. Az évadzáróban Sheppard egy baleset következtében előreutazik az időben, ahol segítségére van egy Rodney képére alkotott hologram. A hologram segít visszajutni az ezredesnek a saját idejébe és felfedi, milyen következményei voltak az eltűnésének: Az expedíció tagjai szétszéledtek, meghaltak, Michael pedig győzött, és uralma alá hajtotta a galaxist. Visszatérve saját idejébe, mentőakciót indítanak Teyla megmentésére, de csapdába sétálnak, és ott rekednek Michael összeomlott bázisának romjai között.

#### Ötödik évad
Az első részekben sikerült megmenekülniük a romok alól és kiszabadították Teylát is Michael fogságából. A 4. részben megtalálják az űrben sodródó Deadalust ami, egy alternatív valóságból érkezett. Atlantisz új vezetőt kap Richard Woolsey személyében. Shepperdék üzletet kötnek egy Todd nevű lidérccel annak érdekében, hogy a Michael által kifejlesztett - a lidérceket normál táplálkozásra késztető vírust elterjesszék, ezért Teylát mint lidérckirálynőt bejuttatják egy kaptárba. Michael elfoglalja Atlantisz irányítótermét és a kapuszobát a Shepperdéktől lopott ugróval, végül sikerül megszabadítani a várost tőle és a hibridjeitől. A következő részben Sheppard alezredes találkozik egy régi ismerősével (Kolya). Majd Rodney és Dr. Jennifer Keller összejönnek és ebből lesz egy szép kis szerelem. Az első találkozás című rész után mikor Todd neki akarta vezetni a Deadalust és benne megölni így az összes embert, aki a fedélzeten tartózkodott most újra kapcsolatba lép Atlantisszal, hogy segítséget kérjen. A következő részben ismét Dr. Keller kap főszerepet, mikor a tudata kicserélődik egy másik nőével az ős terminálnak köszönhetően, pechjére a tudata egy olyan nőével cserélődik ki, akit éppen ki akarnak végezni, szóval Sheppardéknek sietniük kell, hogy meg mentsék és kikapcsolják a terminált. A következő egy földi rész mely egy kicsit más, mint azt megszokhattuk, itt nem Atlantiszon játszódik a történet, hanem itt a Földön, mindenkinek egy kicsit más a szerepe. Itt a középpontban Sheppard nyomozó áll, aki egy sorozatgyilkost akar elfogni, aki nem más, mint egy lidérc, aki zabálja az embereket, majd mikor megtalálja, ő maga is meghal a sérüléseinek köszönhetően, de még mielőtt ez megtörténne, a lidérc elküldi a Föld koordinátáit egy másik valóságba. Ebből indul ki az évadzáró epizód, ami már a mi valóságunkban játszódik. Ebben a részben újra beköszönt Todd, aki nem éppen jó hírrel szolgál a csapatnak. Az egyik volt „kollégája” lelőtte őt és elárulta és ellopta tőle a ZPM-jeit és most egy Zéró Pont Modullal felturbózott kaptárhajót épít, ami ha elkészül, sérthetetlen lesz. Ezt Sheppardék nem nézhetik tétlenül, így hát oda mennek megnézni egy álcázott ugróval, ami sajnos hatástalan, mert a kaptár ZPM-eknek köszönhetően látják az álcázott ugrót, úgyhogy lelövik, de még mielőtt végük lenne jön a Deadalus ami alig tesz kárt a kaptárban de a Deadalus súlyos károkat szenved. Majd a kaptár hirtelen elviharzik, azt hiszik azért mert nem akart súlyos károkat szenvedni de nem így van, azért ment el mert amit a lidérc elküldött üzenetet a kaptár éppen fogta és most a Föld felé tart. Ezt Sheppardék nem hagyhatják így visszamennek Atlantiszra, sajnos a többi földi hajó is megütközik a kaptárral így ők sem tudták megállítani, így az viharos gyorsasággal jön a Föld felé. Sheppardet visszahívják a Földre, hogy segítsen, így Atlantiszt nem ő irányítja majd, hanem régi barátunk Dr. Carson Beckett. Sheppard nem sok sikerrel indít, mert a lidércek elpusztítják a széket így a Föld védtelen a támadással szemben. Sheppard feljut a kaptára az atombombával felszerelt siklójával és fel akarja robbantani úgy, hogy ö is rajta van, de akkor közbe szól Rodney, hogy ne tegye, mert ők is ott vannak a kaptáron, majd megérkezik Atlantisz, ami csatát vív a kaptárral majd Sheppardék élesítik a töltetet elmenekülnek a kaptáron lévő kapun át így a kaptár elpusztul és Atlantisz leszáll a Földre, és így happy enddel végződik a történet.
A sorozat készítői terveztek egy filmet Stargate: Extinction címmel ami arról szólt volna,  hogy Atlantiszt most visszaengedik a Pegazusba, vagy sem, hiszen most már a város az egyetlen, ami meg tudja védeni a Földet bármilyen támadás ellen, valamint szó lett volna Sheppard ősgénjéről is, hiszen ő benne alapvetően megvolt a gén.

## Technológia
A Csillagkapu Atlantiszban évadról évadra egyre többet tudtunk meg az ősökről, illetve felfedezési módszereikről, ezek első alapkövei a csillagkapuk, ám bizonyos esetekben nem lehet csak úgy átsétálni egy kapun csak úgy, illetve vannak bizonyos helyzetek amikor egy egyszerű kisebb jármű nem lehet elég, most tömören röviden vázolnám ezen technikai rangsort mely hozzájárult a galaxisok felfedezéséhez.
Az ugrók; melyek jól ismerten méretüknél és alakjuknál fogva egyidejűleg alkalmasak légi, vízi, és űrbéli felderítésre, és mindezek kombinálása egy csillagkapuval hiszen a hajó elsősorban a felderítőcsapatok védelmét szolgálta a csillagkapukon történő átlépéskor. Ezt évmilliókkal korábban a kaputelepítő hajók útnak indítása során KINO-kal tették, akkoriban ugyanis bár elég fejlettek voltak az ősök, mégis inkább ezen felderítő eszközre bízták az első lépéseket.
Atlantiszi járműhöz méltóan, maximális kihasználtsága csak az „ős gén” megléte esetén vehető igénybe, Ám ezen hajótípus interfésze is csak egyszeri aktiválást igényel, utána manuálisan – karok és kapcsolók segítségével – is kezelhető, bár extrém helyzetben összeszedett gondolatokkal sokkal kényelmesebb lehet a neurális interfészével vezetni a hajót.
Kutatóhajók: Bolygóközi utakra szánt hajtóművel szerelt hajók, melyek legkisebb mérete alig 3 Ugrót tesz ki, kis fős legénységgel, de ezen kategóriába tartoznak drabális 1-2 Km hosszú kutatóhajók is több ezer fős legénységgel, utóbbiak módosítás mentesen is képesek galaxisok közötti utak megtételére, bolygók és naprendszerek teljes analízisére egyidejűleg. A legkisebb hajókat egy ős bázison meghúzódó disszidált Asgard csoport vette át akik fajuk genetikai torzulását hivatottak meggátolni illetve a jövőben visszafordítani az Asgard tanács engedélye nélkül a Pegazus Galaxisban.
Az ugrókhoz hasonlóan ezen kutatóhajók is gond nélkül képesek áthaladni Atlantisz védőpajzsán, amit a gyors menedék elérése érdekében a pajzsfrekvenciák egyidejű szinkronban történő változtatása tesz lehetővé.
A nagyobb kutatóhajók leginkább a Végzet nevű első generációs ős hajóhoz hasonlít, nem csak kutatóállomásaiban, hanem üveg-erőtér kupolával védett botanikus kertjével mely visszahozza kicsit a természetet a legénység számára ahol kikapcsolódhat a hosszú mélyűri felfedezések során.
Ismert még néhány, Atlantisz-típusú hajó. Atlantisz nem csak egy város, hanem egy űrhajó is egyben. Ilyen hajókkal, vagy azok maradványaival találkozunk a 2. évad 15. részében, illetve a 3. évad 5. részében. A hajó rendelkezik tehetetlenségi csillapítással, csillagkapuval, és pajzsokkal is. Fegyverként ős rakétákkal van felszerelve. Energiaellátásához 3 ZPM-re van szükség. 1 darabbal is képes repülni, de úgy jóval sebezhetőbb a hajó, és többször is volt abból probléma, hogy lemerítették a ZPM-et a túlzott használattal. Atlantisz energiaellátását egy darab ZPM és naquadah generátorok végzik.

## Szereplők
| Szereplő                | Színész             | Magyar hang    |
| ----------------------- | ------------------- | -------------- |
| John Sheppard           | Joe Flanigan        | Dózsa Zoltán   |
| Dr. Rodney McKay        | David Hewlett       | Kerekes József |
| Teyla Emmagan           | Rachel Luttrell     | Agócs Judit    |
| Dr. Elizabeth Weir      | Torri Higginson     | Németh Kriszta |
| Dr. Carson Beckett      | Paul McGillion      | Kapácsy Miklós |
| Ronon Dex               | Jason Momoa         | Turi Bálint    |
| Aiden Ford hadnagy      | Rainbow Sun Francks | Dolmány Attila |
| Samantha Carter ezredes | Amanda Tapping      | Spilák Klára   |
| Dr. Jennifer Keller     | Jewel Staite        | Kiss Virág     |
| Richard Woolsey         | Robert Picardo      | Perlaki István |

### Visszatérő szereplők – földi
| Szereplő                | Színész               | Magyar hang          |
| ----------------------- | --------------------- | -------------------- |
| Laura Cadman            | Jamie Ray Newman      | Solecki Janka        |
| Lorne őrnagy            | Kavan Smith           | Szatmári Attila      |
| Steven Caldwell ezredes | Mitch Pileggi         | Bognár Zsolt         |
| Bates őrmester          | Dean Marshall         | N/A                  |
| Stackhouse              | Boyan Vukelic         | N/A                  |
| Stackhouse őrmester     | Joseph May            | N/A                  |
| Dr. Radek Zelenka       | David Nykl            | Albert Gábor         |
| Dr. Kavanagh            | Ben Cotton            | N/A                  |
| Dr. Kate Heightmeyer    | Claire Rankin         | N/A                  |
| Dr. Peter Grodin        | Craig Veroni          | Fekete Zoltán        |
| Jack O'Neill            | Richard Dean Anderson | Szabó Sipos Barnabás |
| Daniel Jackson          | Michael Shanks        | Holl Nándor          |

### Visszatérő karakterek – nem földi
| Szereplő                          | Színész               | Magyar hang      |
| --------------------------------- | --------------------- | ---------------- |
| Halling (athosi)                  | Christopher Heyerdahl | N/A              |
| Augustus Kolya parancsnok (genii) | Robert Davi           | Tahi Tóth László |
| Cowen (genii)                     | Colm Meaney           | Csuja Imre       |
| Hermiod (asgard)                  | Trevor Devall         | N/A              |
| lidérc                            | James Lafazanos       | N/A              |
| Todd, a lidérc                    | Christopher Heyerdahl | Orosz István     |

## Tévéadók
- Magyarország: TV2, PRO4, AXN, AXN Sci-Fi, Viasat 6, PRIME, RTL Spike, RTL+
- Amerikai Egyesült Államok: Sci Fi Channel (SyFy)
- Ausztrália: Seven Network
- Belgium: Kanaal 2, La une (RTBF)
- Kanada: The Movie Network, Space: The Imagination Station, City TV, Z Télé, (Québec)
- Franciaország: M6
- Németország: RTL 2
- Hollandia: Veronica
- Írország: Sky One
- Izrael: Channel 1
- Mexikó: Fox Channel
- Új-Zéland: Prime TV
- Afrika: ActionX (DStv)
- Egyesült Királyság: Sky One, Five
- Malajzia: TV2 (az első évad 13. részéig)
- Dél-Korea: Super Action
- Közép-Amerika / Dél-Amerika: FOX Latino